# Meescheberg

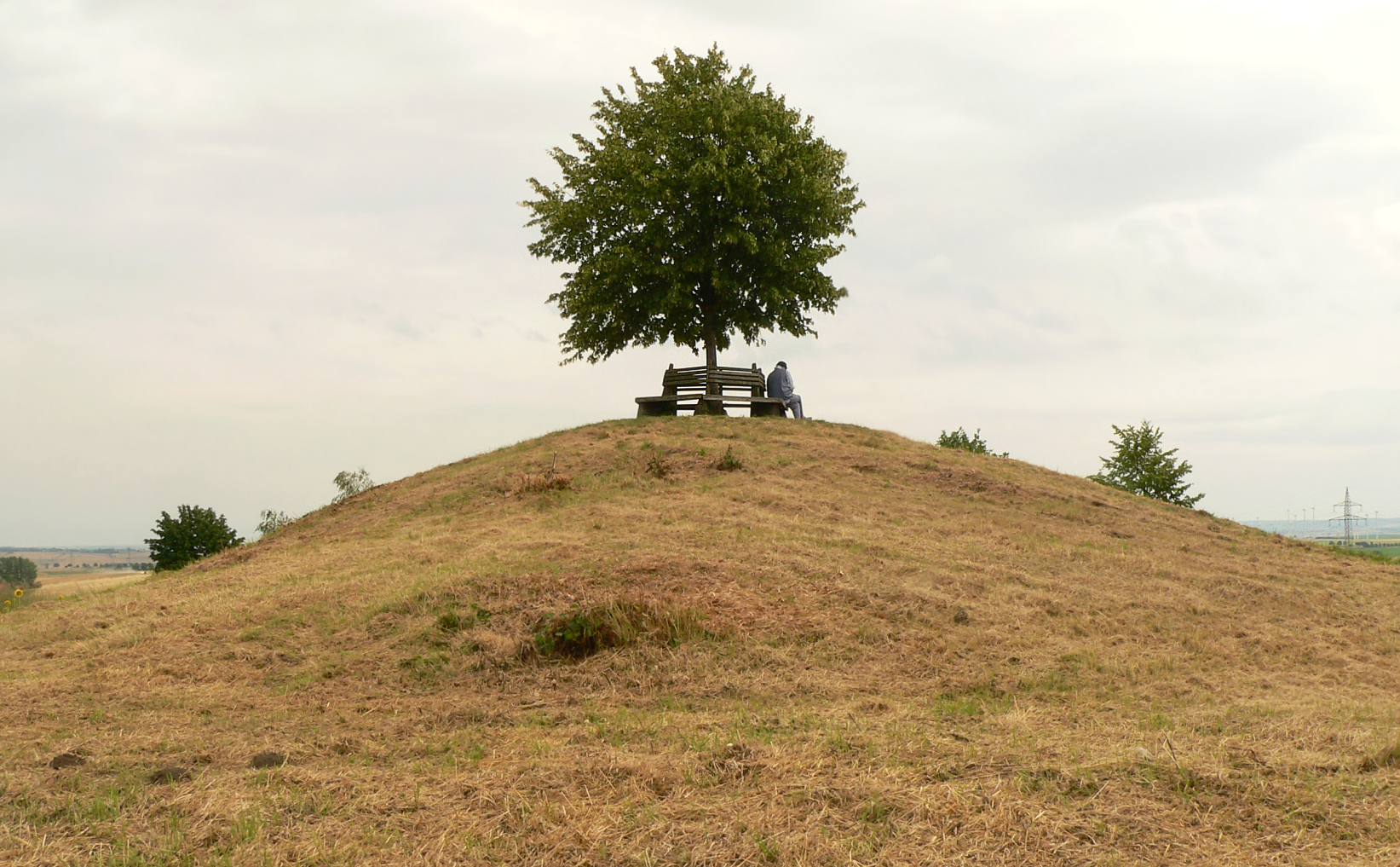
Meescheberg (2019)

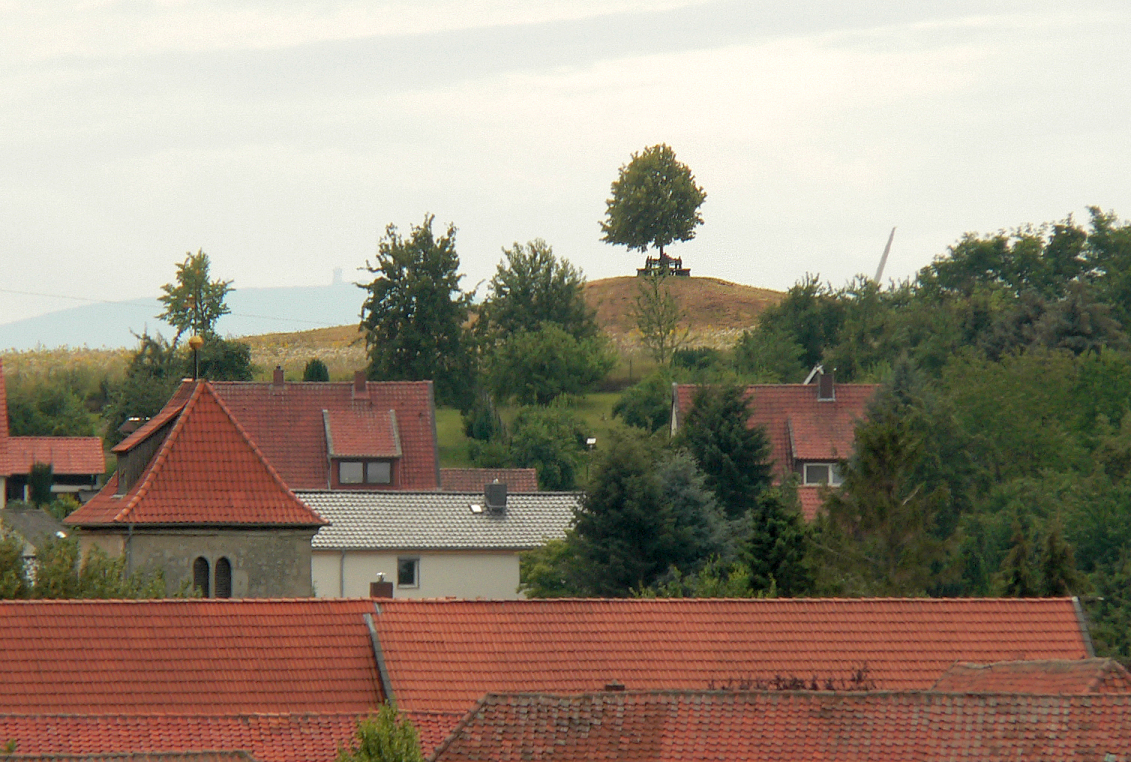
Der Meescheberg vom Galgenberg gesehen

Der Meescheberg ist ein großer Grabhügel in Klein Vahlberg in Niedersachsen, der bislang (Stand: 2019) nicht archäologisch untersucht wurde. Die Erhebung ist heute mit einer Linde bestanden. Seit März 1945 steht sie als Naturdenkmal unter Schutz.

## Beschreibung
Der vier Meter hohe Meescheberg liegt auf einem in Ost-West-Richtung verlaufenden Höhenzug. Er bietet eine weite Aussicht über das nördliche Harzvorland bis hin zum Harz mit dem Brocken. Der ovale Grabhügel mit einem Durchmesser von etwa 31 bis 45 Metern gehört zu einer Gruppe von Grabhügeln zwischen Elm und Asse, die als Fürsten- bzw. Fürstinnengräber gelten. Dazu zählen der Galgenberg mit 20 Metern Durchmesser nördlich von Klein Vahlberg, der Tumulus von Evessen, der teilzerstörte Muspott bei Eilum sowie zwei weitere im 18. Jahrhundert ausgegrabene und beseitigte Hügel bei Evessen. Die Grabanlagen beherrschten durch ihre Lage auf Geländekuppen die Landschaft. Der einzige in jüngerer Zeit ausgegrabene Grabhügel ist der etwa 1 km nördlich des Meescheberg gelegene und um etwa 1800 v. Chr. angelegte Galgenberg, zu dem eine Sichtbeziehung besteht. In ihm fand sich bei einer Grabung im Jahr 1907 unter anderem eine im 7. Jahrhundert bestattete Frau, die sich anhand der kostbaren Grabbeigaben zur Oberschicht der ansässigen Bevölkerung zählen lässt.